# 唐應元
唐應元（1544年—？），字子春，號敬弦，直隸蘇州府崑山縣人，民籍，明朝政治人物。

## 生平
隆慶四年（1570年）庚午科應天府鄉試第二十二名舉人。隆慶五年（1571年）聯捷辛未科會試第一百三十三名，三甲第八十四名進士。吏部觀政，授湖广黄冈知县，改任教授，卒于官。

## 家族
曾祖唐澄；祖父唐昊；父唐鳳翔，母孫氏；繼母嚴氏。重庆下。弟起元、體元。